# Neffes
Neffes est une commune française, située dans le département des Hautes-Alpes en région Provence-Alpes-Côte d'Azur.

## Géographie

### Localisation
L'altitude moyenne de Neffes est de 760 mètres environ. Sa superficie est de 8.36 km². Sa latitude est de 44.504 degrés Nord et sa longitude de 6.021 degrés Est. Les villes et villages proches de Neffes sont : Pelleautier (05000) à 1.50 km, Châteauvieux (05000) à 3.25 km, La Freissinouse (05000) à 3.63 km, Sigoyer (05130) à 4.45 km, Lettret (05130) à 5.09 km.
Cinq communes sont limitrophes de Neffes :
| Pelleautier |         | Gap          |
|             | Neffes  |              |
| Sigoyer     | Tallard | Châteauvieux |

### Transports
La commune est traversée par les routes départementales 46 (reliant Gap à Tallard par le centre du village), 246 et 446 (vers Pelleautier). La route nationale 85 passe sur la frontière avec Châteauvieux.

### Climat
Pour des articles plus généraux, voir Climat de Provence-Alpes-Côte d'Azur et Climat des Hautes-Alpes.
En 2010, le climat de la commune est de type climat méditerranéen altéré, selon une étude du Centre national de la recherche scientifique s'appuyant sur une série de données couvrant la période 1971-2000. En 2020, Météo-France publie une typologie des climats de la France métropolitaine dans laquelle la commune est exposée à un climat de montagne ou de marges de montagne et est dans la région climatique Alpes du sud, caractérisée par une pluviométrie annuelle de 850 à 1 000 mm, minimale en été.
Pour la période 1971-2000, la température annuelle moyenne est de 10,2 °C, avec une amplitude thermique annuelle de 18,1 °C. Le cumul annuel moyen de précipitations est de 972 mm, avec 7,7 jours de précipitations en janvier et 5,6 jours en juillet. Pour la période 1991-2020, la température moyenne annuelle observée sur la station météorologique de Météo-France la plus proche, « Tallard », sur la commune de Tallard à 5 km à vol d'oiseau, est de 11,3 °C et le cumul annuel moyen de précipitations est de 766,0 mm. 
La température maximale relevée sur cette station est de 40 °C, atteinte le 28 juin 2019 ; la température minimale est de −20,5 °C, atteinte le 13 janvier 1987,,.
Les paramètres climatiques de la commune ont été estimés pour le milieu du siècle (2041-2070) selon différents scénarios d'émission de gaz à effet de serre à partir des nouvelles projections climatiques de référence DRIAS-2020. Ils sont consultables sur un site dédié publié par Météo-France en novembre 2022.

## Urbanisme

### Typologie
Au 1er janvier 2024, Neffes est catégorisée commune rurale à habitat dispersé, selon la nouvelle grille communale de densité à 7 niveaux définie par l'Insee en 2022.
Elle est située hors unité urbaine. Par ailleurs la commune fait partie de l'aire d'attraction de Gap, dont elle est une commune de la couronne,. Cette aire, qui regroupe 73 communes, est catégorisée dans les aires de 50 000 à moins de 200 000 habitants,.

### Occupation des sols
L'occupation des sols de la commune, telle qu'elle ressort de la base de données européenne d’occupation biophysique des sols Corine Land Cover (CLC), est marquée par l'importance des territoires agricoles (80,8 % en 2018), une proportion sensiblement équivalente à celle de 1990 (81,3 %). La répartition détaillée en 2018 est la suivante : 
terres arables (49,5 %), zones agricoles hétérogènes (26,7 %), forêts (13,6 %), milieux à végétation arbustive et/ou herbacée (5 %), cultures permanentes (4,6 %), zones industrielles ou commerciales et réseaux de communication (0,7 %).
L'évolution de l’occupation des sols de la commune et de ses infrastructures peut être observée sur les différentes représentations cartographiques du territoire : la carte de Cassini (XVIIIe siècle), la carte d'état-major (1820-1866) et les cartes ou photos aériennes de l'IGN pour la période actuelle (1950 à aujourd'hui).

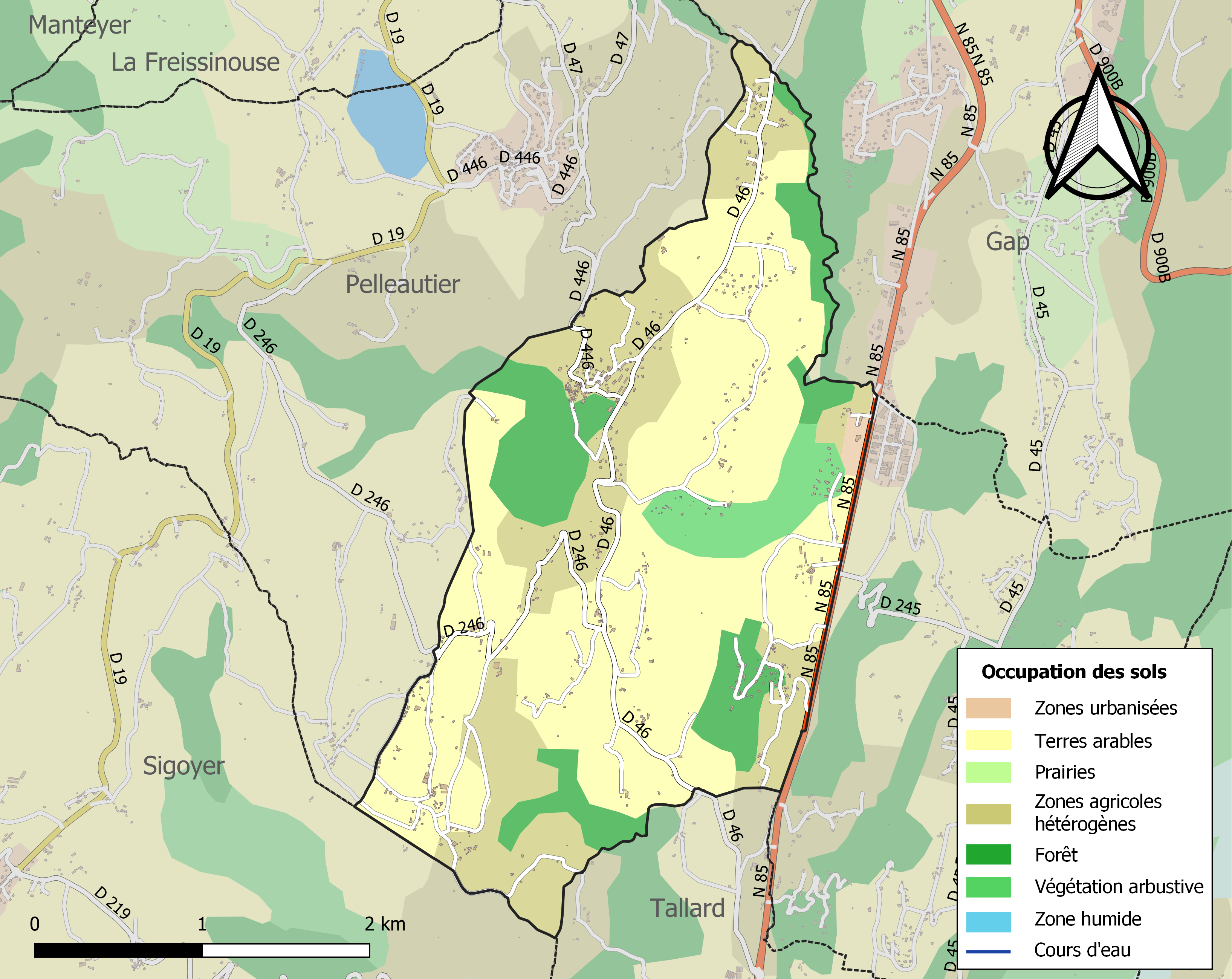
Carte de l'occupation des sols de la commune en 2018 (CLC).

## Toponymie
Le nom de la localité est signalé dans le cartulaire de Saint Bénier sous la forme Nefarium Locus en l'an 1075. Cette attestation est intéressante et rappellerait un crime abominable s'étant déroulé en ces lieux. Nous trouverons ce toponyme sous la forme Nefas en 1237 dans le cartulaire de l'abbaye de Durlom puis ; Nephi en 1240, Neffum en 1342, Neaffi en 1473, Neffes en 1516.
Nefas en occitan haut-alpin.
Ernest Nègre propose une racine occitane Nefos signifiant « nuages, nuée poussée par le vent » et rappelle la position de Neffes, sur des terrasses plantées de néfliers, au-dessus du Merdarel, qui devait alors se trouver dans le brouillard alors que les basses terres ne l'étaient pas. La première attestation expliquerait ce toponyme par un crime qui dû marquer les esprits.

## Histoire

### Les Hospitaliers
Jusqu'en 1326, le fief de Neffes appartenait aux Hospitaliers de l'ordre de Saint-Jean de Jérusalem, qui l'échangèrent contre le comté d'Alife (royaume de Naples). Arnaud de Trian, jusque-là comte d'Alife, devient donc à partir de cette date, vicomte de Tallard et seigneur de Neffes.

## Économie
En 2015, 78 entreprises sont recensées dans la commune de Neffes.
-dont 36 entreprises de commerces et services soit 46,2%
En 2015, le tissu économique de la commune de Neffes est notamment composé de 12 entreprises de 1 à 9 salariés (soit 15,4%) et 3 entreprises de plus de 10 salariés (soit 3,8%).

## Politique et administration

### Liste des maires
| Période                                  | Période  | Identité         | Étiquette | Qualité        |
| ---------------------------------------- | -------- | ---------------- | --------- | -------------- |
| Les données manquantes sont à compléter. |          |                  |           |                |
| mars 2001                                | En cours | Michel Gay-Para, |           | Ancien employé |

### Intercommunalité
Neffes fait partie : 
- de 1992 à 2016, de la communauté de communes de Tallard-Barcillonnette ;
- à partir du 1er janvier 2017, de la communauté d'agglomération Gap-Tallard-Durance.

## Démographie
L'évolution du nombre d'habitants est connue à travers les recensements de la population effectués dans la commune depuis 1793. Pour les communes de moins de 10 000 habitants, une enquête de recensement portant sur toute la population est réalisée tous les cinq ans, les populations de référence des années intermédiaires étant quant à elles estimées par interpolation ou extrapolation. Pour la commune, le premier recensement exhaustif entrant dans le cadre du nouveau dispositif a été réalisé en 2004.

En 2022, la commune comptait 783 habitants, en évolution de +5,67 % par rapport à 2016 (Hautes-Alpes : +0,4 %, France hors Mayotte : +2,11 %).
| 1793 | 1800 | 1806 | 1821 | 1831 | 1836 | 1841 | 1846 | 1851 |
| ---- | ---- | ---- | ---- | ---- | ---- | ---- | ---- | ---- |
| 393  | 404  | 408  | 404  | 414  | 367  | 413  | 395  | 422  |

| 1856 | 1861 | 1866 | 1872 | 1876 | 1881 | 1886 | 1891 | 1896 |
| ---- | ---- | ---- | ---- | ---- | ---- | ---- | ---- | ---- |
| 425  | 416  | 422  | 400  | 363  | 407  | 362  | 406  | 370  |

| 1901 | 1906 | 1911 | 1921 | 1926 | 1931 | 1936 | 1946 | 1954 |
| ---- | ---- | ---- | ---- | ---- | ---- | ---- | ---- | ---- |
| 359  | 322  | 305  | 250  | 252  | 248  | 225  | 221  | 186  |

| 1962 | 1968 | 1975 | 1982 | 1990 | 1999 | 2004 | 2006 | 2009 |
| ---- | ---- | ---- | ---- | ---- | ---- | ---- | ---- | ---- |
| 183  | 187  | 247  | 432  | 510  | 570  | 674  | 691  | 744  |

| 2014 | 2019 | 2022 | - | - | - | - | - | - |
| ---- | ---- | ---- | - | - | - | - | - | - |
| 748  | 763  | 783  | - | - | - | - | - | - |

## Lieux et monuments
- L'église de la Nativité-de-la-Vierge de Neffes,
- Chapelle Saint-Romain des Bénéchons,
- le cimetière et deux chapelles funéraires contiguës
- Plusieurs croix, dont une monolithe, en face de l'église
- Un oratoire avec une vierge sculptée dans le granit
- Un ancien lavoir à la sortie du village sur la route de Pellautier.

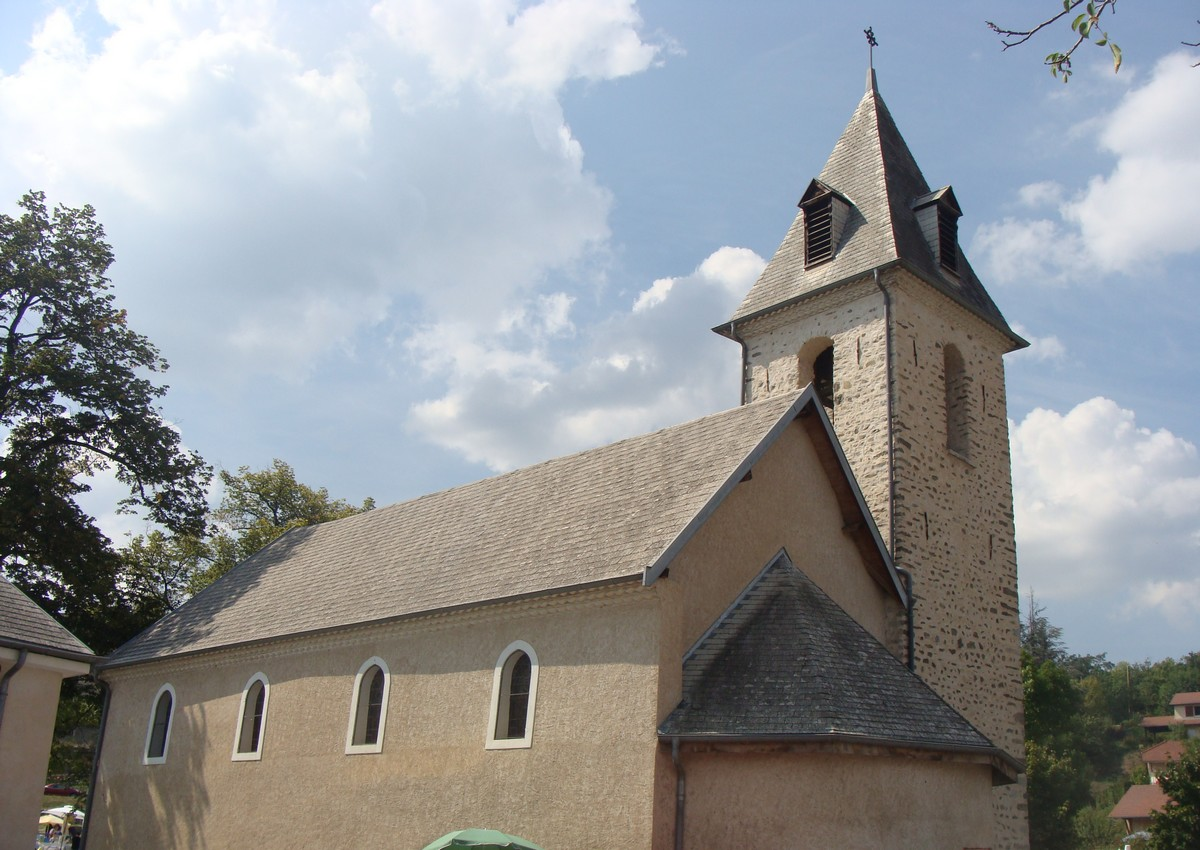
L'église.
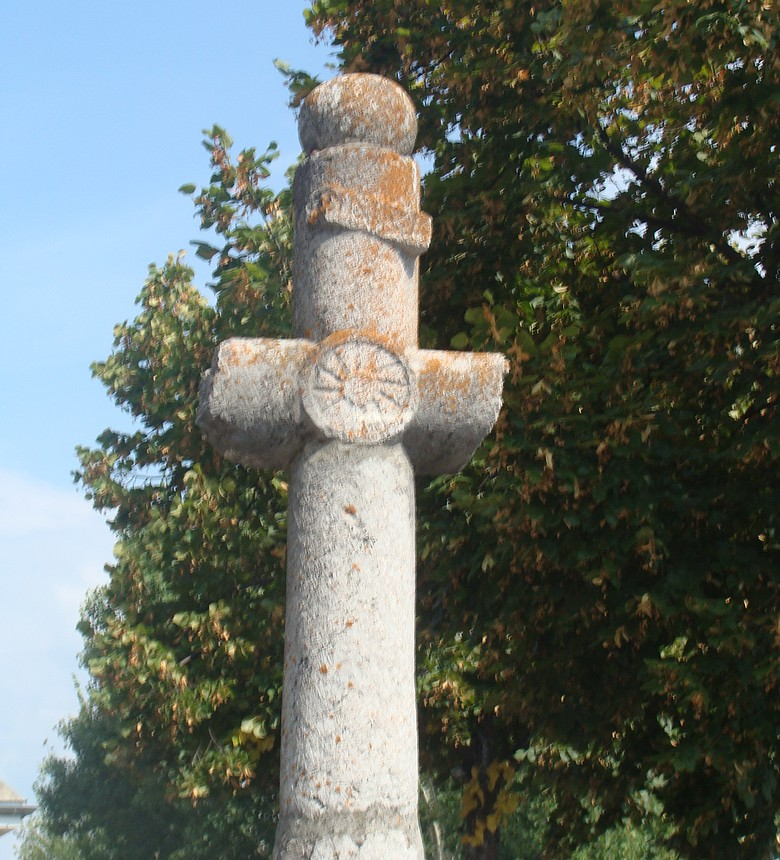
La croix monolithe.
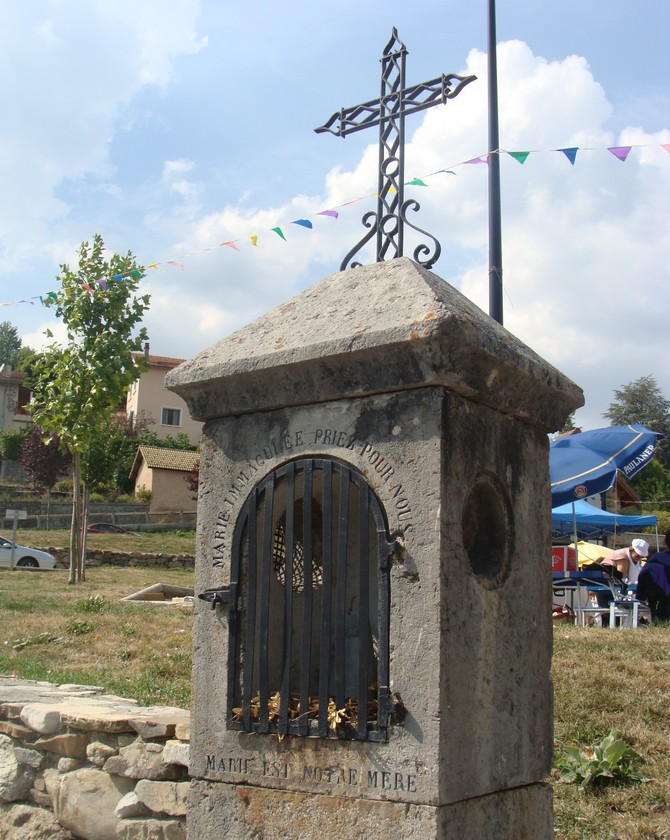
L'oratoire.

## Héraldique
| Blason de Neffes | Blason  | De gueules à deux clefs d'or passées en sautoir les pannetons en haut, accompagnées en chef d'une fleur de lys du même. |
| Blason de Neffes | Détails | Le statut officiel du blason reste à déterminer.                                                                        |